# Pemali (plaats)
Pemali is een bestuurslaag in het regentschap Bangka van de provincie Bangka-Belitung, Indonesië. Pemali telt 4277 inwoners (volkstelling 2010).